# 北长寿关岳庙
北长寿关岳庙是一座古建筑，建于清-民国，位于山西省晋中市平遥县洪善镇北长寿村。
1982年10月10日，北长寿关岳庙公布为平遥县文物保护单位。2021年8月4日，北长寿关岳庙公布为第六批山西省文物保护单位。